# Жан-П'єр Шарлан
Жан-П'єр Шарлан (фр. Jean-Pierre Charland, нар. березень 1954) — квебекський історик і письменник, автор численних історичних романів. Дія більшості його художніх книжок відбувається у Квебеку кінця ХІХ і початку ХХ століття.

## Життєпис
Жан-П'єр Шарлан народився в невеликому містечку в центральній частині Квебеку. Його мати — акадійського походження. Отримав докторат з історії в Університеті Лаваля. У 2002 році здобув другу докторську ступінь у тому ж університеті.
Після першого року викладання на педагогічному факультеті Університету Лаваля (1981—1982), став професором історичного факультету в Оттавському Університеті (до 1990 року), потім — педагогічного факультету Монреальського університету. Вийшов на пенсію в 2014 році.
У 1970 роки видав кілька науково-фантастичних романів (Les Insurgés de Véga 3, L'Héritage de Bhor та Le Naufrage).
У 1998, він видає історичний роман «Неважливе зґвалтування» (Un viol sans importance) — у пізніших виданнях книга змінила назву на «Верхнє місто, нижнє місто» (Haute-Ville, Basse-Ville). Дія відбувається в місті Квебек 1925 року. Сюжет навіяно реальною подією — вбивством дівчини на ім'я Бланш Ґарно (Blanche Garneau) у 1920 році. У реальній історії, у вбивстві Бланш підозрювали синів кількох депутатів, але справу було закрито. Шарлан розвинув цей сюжетний напрямок.
Після успіху цієї книги, автор написав низку історичних романів про Квебек кінця ХІХ і початку ХХ століть. Деякі з них мають форму історичних детективів.